# Jessica Walter
Jessica Walter (ur. 31 stycznia 1941 w Nowym Jorku, zm. 24 marca 2021 tamże) – amerykańska aktorka filmowa, telewizyjna i głosowa.

## Wybrana filmografia

### Filmy
- 1964: Lilith jako Laura
- 1966: Grand Prix jako Pat Stoddard
- 1971: Zagraj dla mnie Misty jako Evelyn Draper
- 1979: Port lotniczy ’79 jako pani Patroni
- 1984: Chłopak z klubu Flamingo jako Phyllis Brody
- 1997: Nie ma jak mama jako Joan
- 2017: Dziadek pod przykrywką jako Maddie Harcourt

### Seriale
- 1951: Love of Life jako Julie Murano
- 1962: Spotkanie z Alfredem Hitchcockiem jako Ruth Pine
- 1969: Marcus Welby, lekarz medycyny jako Jenny Alquist
- 1984: Napisała: Morderstwo jako Joyce Holleran
- 2007-08, 2010: Ocalić Grace jako babcia Lauren
- 2003–06, 2013, 2018-19: Bogaci bankruci jako Lucille Bluth

### Dubbing
- 1991: Dinosaurs jako Fran Sinclair
- 2007: The Land Before Time jako staruszka
- 2009-20: Archer jako Malory Archer

## Nagrody i nominacje
Została uhonorowana nagrodą Satelitą, a także została nominowana do nagrody Emmy, nagrody Annie i dwukrotnie do nagrody Złotego Globu.